# Aksana Drahun
Aksana Drahun (belarussisch Аксана Драгун, russisch Оксана Владимировна Драгун – Oxana Wladimirowna Dragun; * 19. Mai 1981 in Baranawitschy) ist eine belarussische Sprinterin, die sich auf den 100-Meter-Lauf spezialisiert hat.
Ihre größten Erfolge feierte sie als Mitglied der belarussischen Mannschaft in der 4-mal-100-Meter-Staffel. Bei den Olympischen Spielen 2004 in Athen wurde sie in der Staffel Fünfte. Bei den Weltmeisterschaften 2005 in Helsinki gewann sie gemeinsam mit Julija Neszjarenka, Natallja Salahub und Alena Neumjarschyzkaja die Bronzemedaille in Landesrekordzeit von 42,56 s hinter den Stafetten aus den Vereinigten Staaten und Jamaika.
Eine weitere Bronzemedaille holte sie in der Staffel bei den Europameisterschaften 2006 in Göteborg. Zusammen mit Julija Neszjarenka, Natallja Safronnikawa und Alena Neumjarschyzkaja musste sie sich in 43,61 s nur den Mannschaften Russlands und des Vereinigten Königreichs geschlagen geben.
Bei den Olympischen Spielen 2008 in Peking verpasste sie dagegen in der Staffel den Finaleinzug. Im Jahr darauf schied Drahun bei den Halleneuropameisterschaften in Turin über 60 Meter in der Vorrunde aus und belegte in der Ersten Liga der Team-Europameisterschaft über 100 Meter in 11,68 s den zweiten Rang.
Aksana Drahun ist 1,74 m groß und wiegt 60 kg.

## Bestleistungen
- 60 m (Halle): 7,20 s, 22. Februar 2008, Mahiljou
- 100 m: 11,28 s, 21. Juli 2005, Minsk